# Эллиотт, Тим
Ти́моти Сэ́муэл Э́ллиотт (англ. Timothy Samuel Elliott; 24 декабря 1986, Уичито) — американский боец смешанного стиля, представитель легчайшей и наилегчайшей весовых категорий. Выступает на профессиональном уровне начиная с 2009 года, известен по участию в турнирах таких бойцовских организаций как UFC и Titan FC, победитель бойцовского реалити-шоу The Ultimate Fighter.
Занимает 10 строчку официального рейтинга  UFC в наилегчайшем весе.

## Биография
Тим Эллиотт родился 24 декабря 1986 года в городе Уичито, штат Канзас. Во время учёбы в школе начал серьёзно заниматься борьбой, в частности в 2005 году стал чемпионом штата в своей весовой категории. Поступив в Университет Центральной Оклахомы, присоединился к университетской борцовской команде, принимал участие во многих студенческих соревнованиях. Кроме того, в течение некоторого времени практиковал бразильское джиу-джитсу, получив в этой дисциплине синий пояс.

### Начало профессиональной карьеры
Дебютировал в смешанных единоборствах на профессиональном уровне в мае 2009 года, при этом начало его карьеры выдалось не очень удачным — в трёх первых боях были ничья и два поражения. Затем, тем не менее, он начал побеждать и сделал серию из восьми побед подряд. Первое время дрался преимущественно на территории штата Оклахома в небольших американских промоушенах, таких как Bricktown Brawl, Harrah Fight Night, C3 Fights, Art of War Cage Fights, Cowboy MMA, RFA. Получил широкую известность в декабре 2011 года, отправив в нокаут известного соотечественника Дженса Пулвера.

### Ultimate Fighting Championship
В апреле 2012 года Эллиотт подписал контракт с крупнейшей бойцовской организацией мира Ultimate Fighting Championship, однако в дебютном поединке единогласным судейским решением уступил Джону Додсону. Во втором бою единогласным решением выиграл у Джареда Папазяна, заработав при этом бонус за лучший бой вечера, тогда как в третьем взял верх над Луисом Годинотом.
В ноябре 2013 года вышел в октагон против российского проспекта Али Багаутинова — бой между ними продлился все три раунда, и в итоге судьи единогласно отдали победу Багаутинову. Затем последовали поражения от Джозефа Бенавидеса и Зака Маковски, после которых Эллиотт покинул организацию.

### Titan FC
Покинув UFC, в 2015 году Тим Эллиотт подписал соглашение с менее престижной американской организацией Titan Fighting Championships и в первом же поединке завоевал титул чемпиона в наилегчайшей весовой категории, победив единогласным решением бразильца Илиарди Сантуса. Впоследствии дважды защитил полученный чемпионский пояс, выиграв у Фелипе Эфраина и Педру Нобри.

### The Ultimate Fighter
Летом 2016 года Эллиотт вошёл в состав участников 24 сезона популярного бойцовского реалити-шоу The Ultimate Fighter, где под первым номером был выбран в команду своего бывшего соперника Джозефа Бенавидеса. В итоге он одолел всех четырёх соперников по турнирной сетке, стал победителем реалити-шоу и заслужил тем самым право оспорить титул чемпиона UFC в наилегчайшем весе, который на тот момент принадлежал Деметриусу Джонсону.

### Возвращение в UFC
Чемпионский бой между Тимом Эллиоттом и Деметриусом Джонсоном состоялся в декабре 2016 года, по итогам пяти раундов Джонсон одержал победу единогласным решением и сохранил за собой чемпионский пояс.
В апреле 2017 года Эллиотт встретился в клетке UFC с Луисом Смолкой и победил его единогласным решением, при этом их поединок был признан лучшим боем вечера.

## Статистика в профессиональном ММА
| Боёв 37  | Побед 23 | Поражений 13 |
| -------- | -------- | ------------ |
| Нокаутом | 3        | 1            |
| Сдачей   | 8        | 6            |
| Решением | 12       | 6            |
| Ничьи    | 1        | 1            |

| Результат | Рекорд  | Соперник               | Способ                              | Турнир                                                   | Дата             | Раунд | Время | Место                  | Примечание                                                     |
| --------- | ------- | ---------------------- | ----------------------------------- | -------------------------------------------------------- | ---------------- | ----- | ----- | ---------------------- | -------------------------------------------------------------- |
| Победа    | 23-13-1 | Кай Асакура            | Сдача (гильотина)                   | UFC 319                                                  | 16 августа 2025  | 2     | 4:39  | Чикаго, Иллинойс, США  | «Выступление вечера» (2)                                       |
| Победа    | 22-13-1 | Су Мудаэрцзи           | Сдача (ручной треугольник)          | UFC Fight Night: Сун vs. Гутьеррес                       | 9 декабря 2023   | 1     | 4:02  | Лас-Вегас, Невада, США | «Выступление вечера» (1)                                       |
| Поражение | 21-13-1 | Мухаммад Мокаев        | Сдача (ручной треугольник)          | UFC 294                                                  | 21 октября 2023  | 3     | 3:03  | Абу-Даби, ОАЭ          |                                                                |
| Победа    | 21-12-1 | Виктор Альтомирано     | Единогласное решение                | UFC Fight Night: Кара-Франс vs. Альбази                  | 3 июня 2023      | 3     | 5:00  | Лас-Вегас, Невада, США |                                                                |
| Победа    | 20-12-1 | Тагир Уланбеков        | Единогласное решение                | UFC 272                                                  | 5 марта 2022     | 3     | 5:00  | Лас-Вегас, Невада, США |                                                                |
| Поражение | 19-12-1 | Матеус Николау Перейра | Единогласное решение                | UFC Fight Night: Дерн vs. Родригес                       | 9 октября 2021   | 3     | 5:00  | Лас-Вегас, США         |                                                                |
| Победа    | 19-11-1 | Джордан Эспиноса       | Единогласное решение                | UFC 259                                                  | 6 марта 2021     | 3     | 5:00  | Лас-Вегас, США         |                                                                |
| Победа    | 18-11-1 | Райан Бенуа            | Единогласное решение                | UFC Fight Night: Каттар vs. Иге                          | 15 июля 2020     | 2     | 1:41  | Абу-Даби, ОАЭ          |                                                                |
| Поражение | 17-11-1 | Брэндон Ройвал         | Сдача (треугольник руками)          | UFC on ESPN: Woodley vs. Burns                           | 30 мая 2020      | 2     | 3:18  | Лас-Вегас, США         | «Лучший бой вечера» (3)                                        |
| Поражение | 17-10-1 | Аскар Аскаров          | Единогласное решение                | UFC 246                                                  | 18 января 2020   | 3     | 5:00  | Лас-Вегас, США         |                                                                |
| Поражение | 17-9-1  | Дейвисон Фигейреду     | Сдача (гильотина)                   | UFC Fight Night: Joanna vs. Waterson                     | 12 октября 2019  | 1     | 3:08  | Тампа, США             | Вернулся в наилегчайший вес                                    |
| Победа    | 17-8-1  | Марк де ла Роса        | Сдача (анаконда)                    | UFC 219                                                  | 30 декабря 2017  | 2     | 1:41  | Лас-Вегас, США         | Бой в легчайшем весе                                           |
| Поражение | 16-8-1  | Бен Нгуен              | Сдача (удушение сзади)              | UFC Fight Night: Lewis vs. Hunt                          | 11 июня 2017     | 1     | 0:49  | Окленд, Новая Зеландия |                                                                |
| Победа    | 16-7-1  | Луис Смолка            | Единогласное решение                | UFC on Fox: Johnson vs. Reis                             | 15 апреля 2017   | 3     | 5:00  | Канзас-Сити, США       | «Лучший бой вечера» (2)                                        |
| Поражение | 15-7-1  | Деметриус Джонсон      | Единогласное решение                | The Ultimate Fighter: Tournament of Champions Finale     | 3 декабря 2016   | 5     | 5:00  | Лас-Вегас, США         | Бой за титул чемпиона UFC в наилегчайшем весе                  |
| Победа    | 15-6-1  | Хиромаса Угикубо       | Единогласное решение                | The Ultimate Fighter 24: Tournament of Champions         | 30 ноября 2016   | 3     | 5:00  | Лас-Вегас, Невада, США | Финал 24 сезона Ultimate Figher                                |
| Победа    | 14-6-1  | Эрик Шелтон            | Решение большинства                 | The Ultimate Fighter Season 24 Semifinals                | 3 августа 2016   | 5     | 5:00  | Лас-Вегас, США         | Полуфинал 24 сезона The Ultimate Fighter                       |
| Победа    | 13-6-1  | Педру Нобри            | Единогласное решение                | Titan FC 37                                              | 5 марта 2016     | 5     | 5:00  | Риджфилд, США          | Защитил (2) титул чемпиона Titan FC в наилегчайшем весе        |
| Победа    | 12-6-1  | Фелипе Эфраин          | Сдача (гильотина)                   | Titan FC 35                                              | 19 сентября 2015 | 2     | 2:30  | Риджфилд, США          | Защитил (1) титул чемпиона Titan FC в наилегчайшем весе        |
| Победа    | 11-6-1  | Илиарди Сантус         | Единогласное решение                | Titan FC 34                                              | 18 июля 2015     | 5     | 5:00  | Канзас-Сити, США       | Завоевал введённый титул чемпиона Titan FC в наилегчайшем весе |
| Поражение | 10-6-1  | Зак Маковски           | Единогласное решение                | UFC Fight Night: Henderson vs. Thatch                    | 14 февраля 2015  | 3     | 5:00  | Брумфилд, США          |                                                                |
| Поражение | 10-5-1  | Джозеф Бенавидес       | Сдача (гильотина)                   | UFC 172                                                  | 26 апреля 2014   | 1     | 4:08  | Балтимор, США          |                                                                |
| Поражение | 10-4-1  | Али Багаутинов         | Единогласное решение                | UFC 167                                                  | 16 ноября 2013   | 3     | 5:00  | Лас-Вегас, США         |                                                                |
| Победа    | 10-3-1  | Луис Годинот           | Единогласное решение                | UFC 164                                                  | 31 августа 2013  | 3     | 5:00  | Милуоки, США           |                                                                |
| Победа    | 9-3-1   | Джаред Папазян         | Единогласное решение                | The Ultimate Fighter: Team Carwin vs. Team Nelson Finale | 15 декабря 2012  | 3     | 5:00  | Лас-Вегас, США         | «Лучший бой вечера» (1)                                        |
| Поражение | 8-3-1   | Джон Додсон            | Единогласное решение                | UFC on Fox: Diaz vs. Miller                              | 5 мая 2012       | 3     | 5:00  | Ист-Ратерфорд, США     |                                                                |
| Победа    | 8-2-1   | Джош Рейв              | Техническая сдача (удушение д’арсе) | RFA 2                                                    | 30 марта 2012    | 1     | 0:28  | Карни, США             | Дебют в наилегчайшем весе.                                     |
| Победа    | 7-2-1   | Дженс Пулвер           | KO (удар коленом)                   | RFA 1                                                    | 16 декабря 2011  | 2     | 2:12  | Карни, США             |                                                                |
| Победа    | 6-2-1   | Кашиф Соларин          | Сдача                               | Cowboy MMA: Caged Cowboys                                | 21 мая 2011      | 1     | 0:57  | Понка-Сити, США        |                                                                |
| Победа    | 5-2-1   | Джон Макдоуэлл         | TKO (удары руками)                  | Art of War Cage Fights                                   | 26 февраля 2011  | 1     | 2:56  | Понка-Сити, США        |                                                                |
| Победа    | 4-2-1   | Виктор Домингес        | Единогласное решение                | C3 Fights                                                | 22 октября 2010  | 3     | 5:00  | Ньюкёрк, США           |                                                                |
| Победа    | 3-2-1   | Коди Фуллер            | Сдача (треугольник)                 | Bricktown Brawl 5                                        | 25 июня 2010     | 3     | 2:34  | Оклахома-Сити, США     |                                                                |
| Победа    | 2-2-1   | Майкл Кастил           | Сдача (удушение сзади)              | Bricktown Brawl 4                                        | 2 апреля 2010    | 1     | 2:01  | Оклахома-Сити, США     |                                                                |
| Победа    | 1-2-1   | Виктор Велокио         | KO (удары)                          | BB 3: Holiday Havoc                                      | 11 декабря 2009  | 1     | 0:33  | Оклахома-Сити, США     |                                                                |
| Поражение | 0-2-1   | Джеки Брайант          | TKO (удары руками)                  | Bricktown Brawl 2                                        | 28 августа 2009  | 1     | 0:52  | Оклахома-Сити, США     |                                                                |
| Поражение | 0-1-1   | Шейн Хауэлл            | Сдача (треугольник)                 | Harrah Fight Night                                       | 27 июня 2009     | 3     | 2:25  | Харра, США             |                                                                |
| Ничья     | 0-0-1   | Джерод Спун            | Ничья                               | Bricktown Brawl 1                                        | 8 мая 2009       | 3     | 5:00  | Оклахома-Сити, США     |                                                                |